# Guy Berryman
Guy Rupert Berryman (Kirkcaldy, 1978. április 12. –) hétszeres Grammy-díjas, a Coldplay angol alternatív pop-rock együttes basszusgitárosa.

## Pályafutása
Amikor Berryman mérnöknek kezdett tanulni a University College London egyetemen, hallotta Chris Martin dalainak félkész változatát, majd részegen megközelítette őt a hallgatók bárjában és megkérte, hogy vegye be az "együttesébe", melynek tagjai akkor még csak Chris Martin és legjobb barátja, Jonny Buckland voltak. Nem sokkal ezután abbahagyta mérnöki tanulmányait és helyette egy hétéves építészeti képzésre jelentkezett. Egy év után azonban ezt is abbahagyta, hogy jobban tudjon koncentrálni a basszusgitárosi karrierjére a Coldplay-ben. Bár az együttes többi tagja még mindig egyetemre járt, Berryman bárpultosként dolgozott egy helyi londoni pubban. Jonathan Ross egyszer azt mondta, hogy "Guy, szerintem te vagy az együttes leghelyesebb tagja!"
A Coldplay harmadik stúdióalbumának, az X&Y-nak lemezbemutatóján, a Twisted Logic Turnén Berryman egy eldobható fényképezőgéppel fényképeket készített az együttesről és a közönség közé dobta azokat.

## Magánélete
Berryman egy skóciai magániskolában, a The Edinburgh Academyn tanult, majd Kentben, a Kent College Canterburyn, mielőtt elkezdte tanulmányait a UCL-en. 2004-ben Berryman feleségül vette gyerekkori szerelmét, Joanna Bristont, egy visszafogott ceremónia keretében a City of Westminsterben. Lányuk, Nico, 2006. szeptember 17-én született. Briston egy Jezebell nevű londoni ruhabolt tulajdonosa volt. A bolt nyitásán a Coldplay két tagja, Jonny Buckland és Will Champion, valamint partnereik is megjelentek. 2007 márciusában a Coldplay szóvívője megerősítette, hogy Guy és Joanna háromévi házasság után elváltak.
Berryman nagy rajongója a Raith Rovers F.C.-nek, szülővárosa, Kirkcaldy labdarúgó csapatának. Érdekli a divat és az elektromos ketyerék is.
Berryman-nek van egy retro stílusú jukeboxa és gyűjti hozzá a Motown, illetve a Stax 7"-os kislemezeket. Azzal szokott viccelődni, hogy ismer "minden használtlemez-boltot minden nagy Egyesült Államokbeli városban".
Az MSN UK 2008. áprilisi cikke szerint Berryman vagyona 25 millió fontra becsülhető.

## Egyéb zenés munkássága

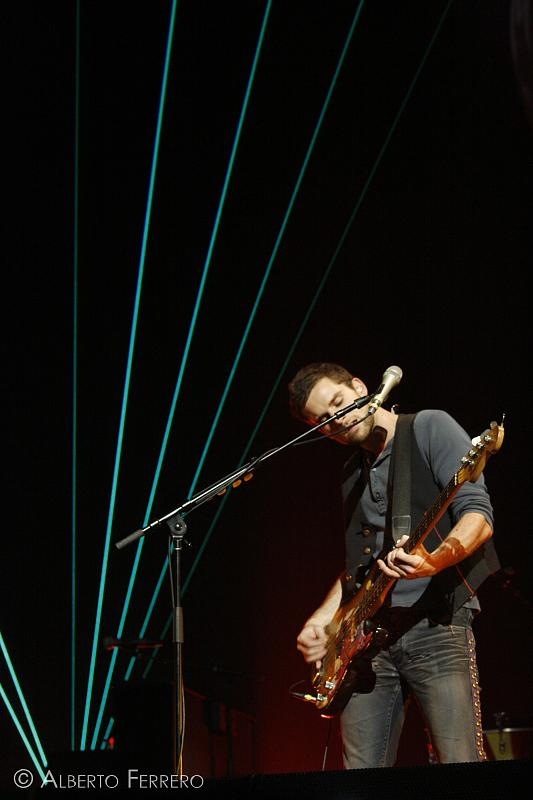
Berryman a Coldplay 2008-as Viva la Vida Turnéján, Milánban

2004-ben Guy (és Will Champion) egy közös dalt vettek fel az a-ha gitáros-billentyűsével, Magne Furuholmennel, Guy példaképével, szóló albumához, a Past Perfect Future Tense-hez. A szám címe Kryptonite.
2008-ban Berryman részt vett az Umi no Shanghai filmzenéjének elkészítésében és basszusgitározott Furuholmen A Dot Of Black In The Blue Of Your Bliss-jében. Ugyanabban az évben kollaborált Magne Furuholmennel, Jonas Bjerre-rel (a Mew együttes tagjával) és Martin Terefe-vel. Az együttes neve Apparatjik volt, és ők komponálták meg a BBC2 sorozatának, az Amazonnak a témáját. Bár Berryman balkezes, a basszusgitáron mégis jobb kézzel játszik.

## Nem zenei vonatkozású munkássága
Berryman fényképeket készített a norvég popegyüttes, az a-ha Foot of the Mountain című, 2009-es albumának belső borítójára.

## Fordítás
- Ez a szócikk részben vagy egészben  a   Guy Berryman című angol Wikipédia-szócikk fordításán alapul.  Az eredeti cikk szerkesztőit annak laptörténete sorolja fel. Ez a jelzés csupán a megfogalmazás eredetét és a szerzői jogokat jelzi, nem szolgál a cikkben szereplő információk forrásmegjelöléseként.

## Külső hivatkozások
- Coldplay – Hivatalos weboldal
- WikiColdplay
- Guy Berryman fansite